# Rewa (district)
Rewa is een district van de Indiase staat Madhya Pradesh. Het district telt 1.972.333 inwoners (2001) en heeft een oppervlakte van 6314 km².
Hoofdstad: Bhopal
Districten: